# Tennis Napoli Cup 2004
Il Tennis Napoli Cup 2004 è stato un torneo di tennis facente parte della categoria ATP Challenger Series nell'ambito dell'ATP Challenger Series 2004. Il torneo si è giocato per la 68ª edizione a Napoli in Italia dal 19 al 25 aprile 2004 su campi in terra rossa.

## Vincitori

### Singolare
Gilles Müller ha battuto in finale  Arnaud Di Pasquale con il punteggio di 7–6(7), 6(1)–7, 6–1

### Doppio
Tomas Behrend /  Giorgio Galimberti hanno battuto in finale  Michal Tabara /  Jiří Vaněk con il punteggio di 6–1, 6–3